# Retiro roberti
Retiro roberti là một loài nhện trong họ Amaurobiidae.
Loài này thuộc chi Retiro. Retiro roberti được Eduard Reimoser miêu tả năm 1939.